# Medalles del Cercle d'Escriptors Cinematogràfics de 1983
La cerimònia de lliurament de les medalles del Cercle d'Escriptors Cinematogràfics de 1983 va tenir lloc en 1984 a Madrid. Va ser el trenta-novè lliurament de aquestes medalles, atorgades per primera vegada trenta-vuit anys abans pel Cercle d'Escriptors Cinematogràfics (CEC). Els premis tenien per finalitat distingir als professionals del cinema espanyol i estranger pel seu treball durant l'any 1983. Es van concedir els mateixos dotze premis de l'edició anterior i es va crear una nova medalla al millor muntatge.
Les pel·lícules més destacades van ser Carmen, Truhanes i Bearn o La sala de les nines, amb tres premis cadascuna. Potser a causa de la greu crisi que travessava el certamen i al consegüent temor al fet que aquella fos la seva última edició, es van concedir vuit premis especials a professionals pertanyents a diversos oficis relacionats amb la cinematografia.

## Llista de medalles
| Categoria                    | Premiat | Labor premiada                               |
| ---------------------------- | --- | -------------------------------------------- |
| Millor pel·lícula            | Carmen | Pel·lícula                                   |
| Millor director              | Carlos Saura | Carmen                                       |
| Millor actriu                | Amparo Soler Leal | Bearn o La sala de les nines                 |
| Millor actor                 | Arturo Fernández | Truhanes                                     |
| Millor actriu de repartiment | Cristina Hoyos | Carmen                                       |
| Millor actor de repartiment  | José Bódalo | Las autonosuyas                              |
| Millor fotografia            | Antonio Cuevas | To er mundo é... mejó!                       |
| Mejor música                 | Manuel Santisteban | Conjunt de la seva obra                      |
| Millor ambientació           | Gil Parrondo | Bearn o La sala de les nines                 |
| Millor guió                  | Miguel Hermoso | Truhanes                                     |
| Mejor película extranjera    | L'any que vam viure perillosament                                                                                                 | Pel·lícula                                   |
| Premi revelació              | Miguel Hermoso | Truhanes                                     |
| Millor muntatge              | José Luis Matesanz | Bearn o La sala de les nines Las autonosuyas |
| Premis especials             | José Luis Sáenz de Heredia Luis Gómez Mesa Julia Caba Alba Paco Jurado José Luis Garci José Alenda Antonio Ozores Juanito Navarro |                                              |